# Osborne Anderson
Osborne "Ty" Anderson, född Asbjørn Andersen 15 oktober 1908 i Fredrikstad, död 31 januari 1989 i Lynn, var en norskfödd amerikansk ishockeyspelare.
Anderson blev olympisk silvermedaljör i ishockey vid vinterspelen 1932 i Lake Placid.